# Melia Mons
Il Melia Mons è una struttura geologica della superficie di Venere.